# Laudakia
Laudakia is een geslacht van hagedissen uit de familie agamen (Agamidae).

## Naam en indeling
De wetenschappelijke naam van de groep werd voor het eerst voorgesteld door John Edward Gray in 1845. Veel soorten werden vroeger tot het geslacht van de echte agamen (Agama) gerekend. 
Het geslacht telde eerder twintig soorten maar en aantal hiervan zijn afgesplitst tot andere geslachten. De hardoen bijvoorbeeld is in het monotypische geslacht Stellagama geplaatst en de vroegere soort Laudakia fusca wordt tegenwoordig als ondersoort van Laudakia nupta gezien. Acht soorten zijn in het geslacht Paralaudakia geplaatst. 

## Verspreiding en habitat
Er zijn tien soorten die voorkomen in delen van Azië en leven in de landen Afghanistan, China, India, Iran, Nepal en Pakistan.
Veel soorten zijn bergbewoners, Laudakia sacra bijvoorbeeld komt voor op een hoogte van 3000 tot 4000 meter boven zeeniveau.

## Soorten
Het geslacht omvat de volgende soorten, met de auteur en het verspreidingsgebied.
| Naam                 | Auteur                   | Verspreidingsgebied                        |
| -------------------- | ------------------------ | ------------------------------------------ |
| Laudakia agrorensis  | Stoliczka, 1872          | Afghanistan, India, Pakistan               |
| Laudakia dayana      | Stoliczka, 1871          | India                                      |
| Laudakia melanura    | Blyth, 1854              | Iran, Pakistan, India                      |
| Laudakia nupta       | De Filippi, 1843         | Pakistan, Iran                             |
| Laudakia nuristanica | Anderson & Leviton, 1969 | Afghanistan, Pakistan                      |
| Laudakia pakistanica | Baig, 1989               | Pakistan, Iran                             |
| Laudakia papenfussi  | Zhao, 1998               | China                                      |
| Laudakia sacra       | Smith, 1935              | China                                      |
| Laudakia tuberculata | Gray, 1827               | Pakistan, India, Nepal, Afghanistan, China |
| Laudakia wui         | Zhao, 1998               | China                                      |